# زاستاوا تراکس
زاستاوا تراکس (صربی: Застава Камиони) شرکت خودروسازی صربستانی است، که در سال ۱۹۵۳ توسط شرکت زاستاوا تأسیس شد.